# Cotoneaster marginatus
Cotoneaster marginatus là loài thực vật có hoa trong họ Hoa hồng. Loài này được (Loudon) Schltdl. mô tả khoa học đầu tiên năm 1854.